# イスラエル・ヤーコプゾーン

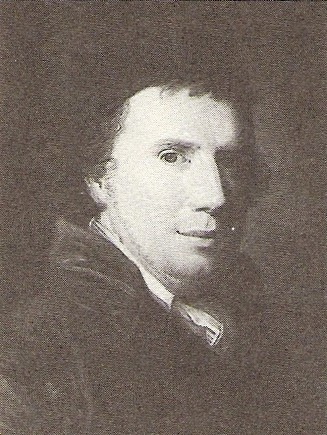
イスラエル・ヤーコプゾーン

イスラエル・ヤーコプゾーン（Israel Jacobson、1768年10月17日 - 1828年9月13日）はハルバーシュタットの宮廷ユダヤ人で、慈善家・教育専門家。
あらゆる場所にユダヤ教徒とキリスト教徒のために学校を設立した。
ユダヤ教徒の社会的・精神的向上のために努力をし、宗教習慣の改善にもつとめた。1815年、ユダヤ教徒に課せられていた人頭税を廃止させた。